# بورت جيبسون
بورت جيبسون (مسيسيبي) (بالإنجليزية: Port Gibson, Mississippi)‏ هي مدينة تقع في الولايات المتحدة في Claiborne County. يقدر عدد سكانها بـ 1,567 نسمة ومساحتها 4.5 كم2 وترتفع عن سطح البحر 36 متر.

## التركيبة السكانية
حدّد مكتب تعداد الولايات المتحدة بيانات التركيبة السكانية لبورت جيبسون في تعداد الولايات المتحدة. في ما يلي، التركيبة السكانية حسب تعدادي 2000 و2010.

### تعداد عام 2000
بلغ عدد سكان بورت جيبسون 1,840 نسمة بحسب تعداد عام 2000، وبلغ عدد الأسر 692 أسرة وعدد العائلات 448 عائلة مقيمة في المدينة. في حين سجلت الكثافة السكانية 404.4 نسمة لكل كيلومتر مربع (1,047.4/ميل2). وبلغ عدد الوحدات السكنية 787 وحدة بمتوسط كثافة قدره 173 لكل كيلومتر مربع (448.1/ميل2).
وتوزع التركيب العرقي للمدينة بنسبة 19.40% من البيض و80% من الأمريكيين الأفارقة و0.05% من الأمريكيين الأصليين و0.22% من الأمريكيين ذوي الأصول الآسيوية و0.05% من الأعراق الأخرى و0.27% من عرقين مختلطين أو أكثر و0.71% من الهسبانيون أو اللاتينيون من أي عرق.
بلغ عدد الأسر 692 أسرة كانت نسبة 40% منها لديها أطفال تحت سن الثامنة عشر تعيش معهم، وبلغت نسبة الأزواج القاطنين مع بعضهم البعض 31.9% من أصل المجموع الكلي للأسر، ونسبة 27.2% من الأسر كان لديها معيلات من الإناث دون وجود شريك،  بينما كانت نسبة 5.6% من الأسر لديها معيلون من الذكور دون وجود شريكة وكانت نسبة 35.3% من غير العائلات. تألفت نسبة 30.8% من أصل جميع الأسر من عدة أفراد يعيشون في نفس المنزل ونسبة 13.9% كانت تتألف من شخص يعيش بمفرده يبلغ من العمر 65 عاماً أو أكثر. وبلغ متوسط حجم الأسرة المعيشية 2.64، أما متوسط حجم العائلات فبلغ 3.33.
بلغ العمر الوسطي للسكان 33.7 عاماً. وكانت نسبة 29.3% من القاطنين تحت سن الثامنة عشر، وكانت نسبة 10.3% بين الثامنة عشر والرابعة والعشرين عاماً، ونسبة 24.6% كانت واقعةً في الفئة العمرية ما بين الخامسة والعشرين والرابعة والأربعين عاماً، ونسبة 20.8% كانت ما بين الخامسة والأربعين والرابعة والستين، ونسبة 14.3% كانت ضمن فئة الخامسة والستين عاماً فما فوق. يوجد لكل 100 أنثى 79.6 ذكر، ويوجد لكل 100 أنثى في الثامنة عشر من عمرها فما فوق 75.2 ذكر.
بلغ متوسط دخل الأسرة في المدينة 24,848 دولارًا، أما متوسط دخل العائلة فبلغ 28,958 دولارًا. وكان متوسط دخل الذكور 28,036 دولارًا مقابل 21,115 دولارًا للإناث. وسجل دخل الفرد الخاص بالمدينة 12,928 دولارًا. وكانت نسبة 26% من العائلات ونسبة 31.3% من السكان تحت خط الفقر، وكان من هؤلاء نسبة 42.3% تحت سن الثامنة عشر ونسبة 26.3% في الخامسة والستين من العمر وما فوق.

### تعداد عام 2010
بلغ عدد سكان بورت جيبسون 1,567 نسمة بحسب تعداد عام 2010، وبلغ عدد الأسر 638 أسرة وعدد العائلات 393 عائلة مقيمة في المدينة. في حين سجلت الكثافة السكانية 344.4 نسمة لكل كيلومتر مربع (892.0/ميل2). وبلغ عدد الوحدات السكنية 754 وحدة بمتوسط كثافة قدره 165.7 لكل كيلومتر مربع (429.2/ميل2).
وتوزع التركيب العرقي للمدينة بنسبة 14.55% من البيض و84.37% من الأمريكيين الأفارقة و0.57% من الأمريكيين ذوي الأصول الآسيوية و0.45% من الأعراق الأخرى و0.06% من عرقين مختلطين أو أكثر و0.45% من الهسبانيون أو اللاتينيون من أي عرق.
بلغ عدد الأسر 638 أسرة كانت نسبة 33.5% منها لديها أطفال تحت سن الثامنة عشر تعيش معهم، وبلغت نسبة الأزواج القاطنين مع بعضهم البعض 27.1% من أصل المجموع الكلي للأسر، ونسبة 29% من الأسر كان لديها معيلات من الإناث دون وجود شريك،  بينما كانت نسبة 5.5% من الأسر لديها معيلون من الذكور دون وجود شريكة وكانت نسبة 38.4% من غير العائلات. تألفت نسبة 32.9% من أصل جميع الأسر من عدة أفراد يعيشون في نفس المنزل ونسبة 11.1% كانت تتألف من شخص يعيش بمفرده يبلغ من العمر 65 عاماً أو أكثر. وبلغ متوسط حجم الأسرة المعيشية 2.46، أما متوسط حجم العائلات فبلغ 3.15.
بلغ العمر الوسطي للسكان 36.0 عاماً. وكانت نسبة 25.9% من القاطنين تحت سن الثامنة عشر، وكانت نسبة 9.8% بين الثامنة عشر والرابعة والعشرين عاماً، ونسبة 23.3% كانت واقعةً في الفئة العمرية ما بين الخامسة والعشرين والرابعة والأربعين عاماً، ونسبة 26.9% كانت ما بين الخامسة والأربعين والرابعة والستين، ونسبة 14.1% كانت ضمن فئة الخامسة والستين عاماً فما فوق. وتوزع التركيب الجنسي للسكان بنسبة 45.4% ذكور و54.6% إناث.

## أعلام
- إدوارد د. تريسي
- كونستانس كاري هاريسون
- بيت براون
- هنري هيوز
- يولاندا مور